# Élections présidentielles sous la Cinquième République dans les Landes
Depuis l'adoption de la Constitution de la Cinquième République française en 1958, dix élections présidentielles ont eu lieu afin d'élire le président de la République. Cette page présente les résultats de ces élections dans les Landes.

## Synthèse des résultats du second tour
Les Landes votent traditionnellement plus à gauche que la France. Le département a en particulier placé François Mitterrand, Lionel Jospin et Ségolène Royal en tête au second tour lors des élections de 1974, 1995 et 2007. En 2012, François Hollande obtient 5 points de plus qu'au niveau national. En 2017, Emmanuel Macron obtient 2,6 points de plus. En 2022, Emmanuel Macron obtient 2 points de moins qu'au niveau national.
| 2022 | Emmanuel Macron (56,54%)(France : 58,55%) | Marine Le Pen (43,46%)(France : 41,55 %) | 77,80% (France : 71,99%) | 11,40% (France : 8.66% ) |

| 2017 | Emmanuel Macron (68,74 %) (France : 66,10 %) | Marine Le Pen (31,26 %) (France : 33,90 %) | 79,75 % (France : 77,77 %) | 2,23 % (France : 2,47 %) |

| 2012 | François Hollande (56,99 %) (France : 51,64 %) | Nicolas Sarkozy (43,01 %) (France : 48,36 %) | 83,8 % (France : 80,35 %) | 1,95 % (France : 5,82 %) |

| 2007 | Nicolas Sarkozy (47,18 %) (France : 53,06 %) | Ségolène Royal (52,82 %) (France : 46,94 %) | 87,68 % (France : 83,97 %) | 1,43 % (France : 4,20 %) |

| 2002 | Jacques Chirac (87,1 %) (France : 82,21 %) | J.-M. Le Pen (12,9 %) (France : 17,79 %) | 74,89 % (France : 79,71 %) | 3,9 % (France : 3,38 %) |

| 1995 | Jacques Chirac (47,29 %) (France : 52,64 %) | Lionel Jospin (52,71 %) (France : 47,36 %) | 82,65 % (France : 78,38 %) | 3,25 % (France : 2,81 %) |

| 1988 | François Mitterrand (57,65 %) (France : 54,02 %) | Jacques Chirac (42,35 %) (France : 45,98 % %) | 85,38 % (France : 81,35 %) | 1,98 % (France : 2,00 %) |

| 1981 | François Mitterrand (56,16 %) (France : 51,76 %) | Valéry Giscard d'Estaing (43,84 %) (France : 48,24 %) | 84,84 % (France : 81,09 %) | 1,56 % (France : 1,62 %) |

| 1974 | Valéry Giscard d'Estaing (46,71 %) (France : 50,81 %) | François Mitterrand (53,29 %) (France : 49,19 %) | 86,67 % (France : 84,23 %) | 0,88 % (France : 0,92 %) |

| 1969 | Georges Pompidou (57,63 %) (France : 58,21 %) | Alain Poher (42,37 %) (France : 41,79 %) | 81,24 % (France : 77,59 %) | 1,4 % (France : 1,29 %) |

| 1965 | Charles de Gaulle (53,36 %) (France : 55,20 %) | François Mitterrand (46,64 %) (France : 44,80 %) | 86,19 % (France : 84,75 %) | 0,98 % (France : 1,01 %) |

|  | ▲ |

## Résultats détaillés par scrutin

### 2022
Arrivé en tête du premier tour, le président sortant Emmanuel Macron (27,85 %) affronte Marine Le Pen (23,15 %), un duel identique à celui du scrutin de 2017. C'est la deuxième fois qu'un second tour opposant les mêmes candidats à deux scrutins présidentiels consécutifs a lieu après ceux où se sont affrontés Valéry Giscard d'Estaing et François Mitterrand en 1974 et 1981.
En troisième position avec 21,95 % des voix, Jean-Luc Mélenchon réalise le score le plus élevé de ses trois candidatures et arrive largement en tête de la gauche, mais échoue à accéder au second tour, avec environ 400 000 voix de moins que Marine Le Pen.
Une nouvelle fois, les partis politiques traditionnels sont absents du second tour, dans des proportions encore plus importantes que lors de la précédente élection. Le Parti socialiste et Les Républicains, représentés respectivement par Anne Hidalgo et Valérie Pécresse, s'effondrent avec des scores historiquement faibles et n'atteignent pas le seuil des 5 %, condition permettant d'être remboursé des frais de campagne.
Pour la première fois, les candidatures classées à l'extrême droite dépassent le seuil de 30 % des suffrages exprimés au premier tour tandis que les sondages d'opinion laissent annoncer un duel serré face au président sortant, la possibilité d'une victoire pour Marine Le Pen étant pour la première fois envisagée par ceux-ci.
Le second tour voit Emmanuel Macron l'emporter par 58,55 % des suffrages exprimés, permettant ainsi au président sortant d'entamer un second mandat. Le septennat ayant été aboli en 2000, il devient ainsi le premier président de la République française à être réélu pour un deuxième quinquennat, le deuxième président de la Cinquième République réélu hors période de cohabitation et le quatrième président de la Cinquième République réélu.
Dans les Landes, Emmanuel Macron arrive en tête du premier tour avec 26,92% des exprimés, suivi de Marine Le Pen (22,73%), Jean-Luc Mélenchon (17,26%), Jean Lassalle (9,42%) et de Éric Zemmour (6,52%). Au second tour, les électeurs ont voté à 56,54% pour Emmanuel Macron contre 43,46% avec un taux de participation de 77,80% des inscrits.
| Candidats                | Candidats                | Partis                   | Premier tour | Premier tour | Second tour | Second tour |
| Candidats                | Candidats                | Partis                   | Voix         | %            | Voix        | %           |
| ------------------------ | ------------------------ | ------------------------ | ------------ | ------------ | ----------- | ----------- |
|                          | Emmanuel Macron          | LREM                     | 69 459       | 26,92        | 128 363     | 56,54       |
|                          | Marine Le Pen            | RN                       | 58 646       | 22,73        | 98 682      | 43,46       |
|                          | Jean-Luc Mélenchon       | LFI                      | 44 548       | 17,26        |             |             |
|                          | Jean Lassalle            | RES                      | 24 308       | 9,42         |             |             |
|                          | Éric Zemmour             | REC                      | 16 817       | 6,52         |             |             |
|                          | Valérie Pécresse         | LR                       | 10 393       | 4,03         |             |             |
|                          | Anne Hidalgo             | PS                       | 9 071        | 3,52         |             |             |
|                          | Yannick Jadot            | EELV                     | 8 628        | 3,34         |             |             |
|                          | Fabien Roussel           | PCF                      | 8 176        | 3,17         |             |             |
|                          | Nicolas Dupont-Aignan    | DLF                      | 4 914        | 1,90         |             |             |
|                          | Philippe Poutou          | NPA                      | 1 975        | 0,77         |             |             |
|                          | Nathalie Arthaud         | LO                       | 1 115        | 0,43         |             |             |
|                          |                          |                          |              |              |             |             |
| Votes valides            | Votes valides            | Votes valides            | 258 050      | 97,86        | 227 045     | 88,60       |
| Votes blancs             | Votes blancs             | Votes blancs             | 4 033        | 1,53         | 20 685      | 8,07        |
| Votes nuls               | Votes nuls               | Votes nuls               | 1 600        | 0,61         | 8 526       | 3,33        |
| Total                    | Total                    | Total                    | 263 683      | 100          | 256 256     | 100         |
| Abstention               | Abstention               | Abstention               | 65 654       | 19,94        | 73 120      | 22,20       |
| Inscrits / participation | Inscrits / participation | Inscrits / participation | 329 337      | 80,06        | 329 376     | 77,80       |

### 2017
Le premier tour de l'élection présidentielle de 2017 voit s'affronter onze candidats. Emmanuel Macron arrive en tête devant Marine Le Pen et tous deux se qualifient pour le second tour. Néanmoins, avec François Fillon et Jean-Luc Mélenchon, les scores des quatre candidats ayant recueilli le plus de voix sont serrés (4,43 points entre le 1er et le 4e). Pour la première fois, aucun des candidats des deux partis politiques pourvoyeurs jusque-là des présidents de la Ve République, n'est présent au second tour. Celui-ci se tient le dimanche 7 mai et se solde par la victoire d'Emmanuel Macron, avec un total de 20 753 798 bulletins de vote en sa faveur, soit 66,10 % des suffrages exprimés, face à la candidate du Front national, qui recueille 33,90 %. Le scrutin est néanmoins marqué par une forte abstention et par un record de votes blancs ou nuls. 
Dans les Landes, Emmanuel Macron arrive en tête du premier tour avec 24,63 % des exprimés, suivi de Jean-Luc Mélenchon (20,15 %), Marine Le Pen (18,14 %), François Fillon (17,13 %) et Benoît Hamon (8,69 %). Au second tour, les électeurs ont voté à 68,74 % pour Emmanuel Macron contre 31,26 % pour Marine Le Pen avec un taux de participation de 79,75 % des inscrits.
|             | EM          | Emmanuel Macron       | 61 043  | 24,63 %    | 146 619 | 68,74 %    |  |  |
|             | LFi         | Jean-Luc Mélenchon    | 49 949  | 20,15 %    |         |            |  |  |
|             | FN          | Marine Le Pen         | 44 956  | 18,14 %    | 66 661  | 31,26 %    |  |  |
|             | LR          | François Fillon       | 42 464  | 17,13 %    |         |            |  |  |
|             | PS          | Benoît Hamon          | 21 550  | 8,69 %     |         |            |  |  |
|             | DlF         | Nicolas Dupont-Aignan | 11 021  | 4,45 %     |         |            |  |  |
|             | RES         | Jean Lassalle         | 10 485  | 4,23 %     |         |            |  |  |
|             | NPA         | Philippe Poutou       | 2 875   | 1,16 %     |         |            |  |  |
|             | UPR         | François Asselineau   | 1 916   | 0,77 %     |         |            |  |  |
|             | LO          | Nathalie Arthaud      | 1 235   | 0,5 %      |         |            |  |  |
|             | SeP         | Jacques Cheminade     | 372     | 0,15 %     |         |            |  |  |
|             |             |                       |         |            |         |            |  |  |
|             |             |                       | Nombre  | % inscrits | Nombre  | % inscrits |  |  |
| Inscrits    | Inscrits    | Inscrits              | 310 197 |            | 310 122 |            |  |  |
| Abstentions | Abstentions | Abstentions           | 55 411  | 17,86 %    | 62 813  | 20,25 %    |  |  |
| Votants     | Votants     | Votants               | 254 786 | 82,14 %    | 247 309 | 79,75 %    |  |  |
|             |             |                       |         |            |         |            |  |  |
|             |             |                       |         | % votants  |         | % votants  |  |  |
| Blancs      | Blancs      | Blancs                | 4 844   | 1,56 %     | 24 690  | 7,96 %     |  |  |
| Nuls        | Nuls        | Nuls                  | 2 076   | 0,67 %     | 9 339   | 3,01 %     |  |  |
| Exprimés    | Exprimés    | Exprimés              | 247 866 | 79,91 %    | 213 280 | 68,77 %    |  |  |

### 2012
Hollande, désigné par le PS à la suite d'une primaire ouverte, devance Sarkozy dès le premier tour de l'élection présidentielle de 2012 : c'est la première fois qu'un président sortant est ainsi devancé. Au second tour, Sarkozy est battu mais par un écart plus faible qu'attendu.
Dans les Landes, François Hollande arrive en tête du premier tour avec 32,75 % des exprimés, suivi de Nicolas Sarkozy (24,56 %), Marine Le Pen (14,1 %), Jean-Luc Mélenchon (12,51 %) et François Bayrou (10,43 %). Au second tour, les électeurs ont voté à 56,99 % pour François Hollande contre 43,01 % pour Nicolas Sarkozy avec un taux de participation de 84,85 % des inscrits.
|                | PS             | François Hollande     | 79 861  | 32,75 %    | 134 872 | 56,99 %    |  |  |
|                | UMP            | Nicolas Sarkozy       | 59 887  | 24,56 %    | 101 792 | 43,01 %    |  |  |
|                | FN             | Marine Le Pen         | 34 381  | 14,1 %     |         |            |  |  |
|                | FG             | Jean-Luc Mélenchon    | 30 508  | 12,51 %    |         |            |  |  |
|                | MoDem          | François Bayrou       | 25 437  | 10,43 %    |         |            |  |  |
|                | EELV           | Éva Joly              | 4 466   | 1,83 %     |         |            |  |  |
|                | DLF            | Nicolas Dupont-Aignan | 4 008   | 1,64 %     |         |            |  |  |
|                | NPA            | Philippe Poutou       | 3 605   | 1,48 %     |         |            |  |  |
|                | LO             | Nathalie Arthaud      | 1 161   | 0,48 %     |         |            |  |  |
|                | S&P            | Jacques Cheminade     | 516     | 0,21 %     |         |            |  |  |
|                |                |                       |         |            |         |            |  |  |
|                |                |                       | Nombre  | % inscrits | Nombre  | % inscrits |  |  |
| Inscrits       | Inscrits       | Inscrits              | 296 740 |            | 296 719 |            |  |  |
| Abstentions    | Abstentions    | Abstentions           | 48 073  | 16,2 %     | 44 940  | 15,15 %    |  |  |
| Votants        | Votants        | Votants               | 248 667 | 83,8 %     | 251 779 | 84,85 %    |  |  |
|                |                |                       |         |            |         |            |  |  |
|                |                |                       |         | % votants  |         | % votants  |  |  |
| Blancs ou nuls | Blancs ou nuls | Blancs ou nuls        | 4 837   | 1,95 %     | 15 115  | 6 %        |  |  |
| Exprimés       | Exprimés       | Exprimés              | 243 830 | 98,05 %    | 236 664 | 98,05 %    |  |  |

### 2007
Au premier tour de l'élection présidentielle de 2007, Sarkozy réussit à capter une partie des voix de Le Pen et arrive largement en tête. Royal est la première femme qualifiée pour le second tour d'une élection présidentielle. Elle est battue avec une avance de 6 points.
Dans les Landes, Ségolène Royal arrive en tête du premier tour avec 31,42 % des exprimés, suivie de Nicolas Sarkozy (27,42 %), François Bayrou (20,03 %), Jean-Marie Le Pen (7,07 %) et Olivier Besancenot (3,86 %). Au second tour, les électeurs ont voté à 47,18 % pour Nicolas Sarkozy contre 52,82 % pour Ségolène Royal avec un taux de participation de 87,69 % des inscrits.
|                | PS             | Ségolène Royal       | 76 855  | 31,42 %    | 125 638 | 52,82 %    |  |  |
|                | UMP            | Nicolas Sarkozy      | 67 087  | 27,42 %    | 112 211 | 47,18 %    |  |  |
|                | UDF            | François Bayrou      | 48 998  | 20,03 %    |         |            |  |  |
|                | FN             | Jean-Marie Le Pen    | 17 300  | 7,07 %     |         |            |  |  |
|                | LCR            | Olivier Besancenot   | 9 453   | 3,86 %     |         |            |  |  |
|                | GPA            | Marie-George Buffet  | 6 355   | 2,6 %      |         |            |  |  |
|                | CPNT           | Frédéric Nihous      | 5 395   | 2,21 %     |         |            |  |  |
|                | MPF            | Philippe de Villiers | 3 931   | 1,61 %     |         |            |  |  |
|                | Les Verts      | Dominique Voynet     | 3 039   | 1,24 %     |         |            |  |  |
|                | SE             | José Bové            | 2 712   | 1,11 %     |         |            |  |  |
|                | LO             | Arlette Laguiller    | 2 641   | 1,08 %     |         |            |  |  |
|                | CNRSP          | Gérard Schivardi     | 878     | 0,36 %     |         |            |  |  |
|                |                |                      |         |            |         |            |  |  |
|                |                |                      | Nombre  | % inscrits | Nombre  | % inscrits |  |  |
| Inscrits       | Inscrits       | Inscrits             | 283 071 |            | 282 988 |            |  |  |
| Abstentions    | Abstentions    | Abstentions          | 34 886  | 12,32 %    | 34 835  | 12,31 %    |  |  |
| Votants        | Votants        | Votants              | 248 185 | 87,68 %    | 248 153 | 87,69 %    |  |  |
|                |                |                      |         |            |         |            |  |  |
|                |                |                      |         | % votants  |         | % votants  |  |  |
| Blancs ou nuls | Blancs ou nuls | Blancs ou nuls       | 3 541   | 1,43 %     | 10 304  | 4,15 %     |  |  |
| Exprimés       | Exprimés       | Exprimés             | 244 644 | 98,57 %    | 237 849 | 95,85 %    |  |  |

### 2002
Après cinq années de cohabitation, un duel est attendu entre Chirac et le Premier ministre Jospin lors de l'élection présidentielle de 2002, mais, à la surprise générale, ce dernier est devancé par Le Pen au premier tour. Au second tour, Chirac bénéficie du ralliement de la gauche et reçoit un score sans précédent. Il s'agit de la première élection pour un mandat de cinq ans et non plus sept.
Dans les Landes, Lionel  Jospin arrive en tête du premier tour avec 21,89 % des exprimés, suivi de Jacques  Chirac (19,2 %), Jean  Saint-Josse (12,11 %), Jean-Marie  Le Pen (10,47 %) et François Bayrou (7,03 %). Au second tour, les électeurs ont voté à 87,1 % pour Jacques  Chirac contre 12,9 % pour Jean-Marie  Le Pen avec un taux de participation de 83,29 % des inscrits.
|                | PS             | Lionel Jospin           | 40 798  | 21,89 %    |         |            |  |  |
|                | RPR            | Jacques Chirac          | 35 769  | 19,2 %     | 174 994 | 87,1 %     |  |  |
|                | CPNT           | Jean Saint-Josse        | 22 563  | 12,11 %    |         |            |  |  |
|                | FN             | Jean-Marie Le Pen       | 19 516  | 10,47 %    | 25 920  | 12,9 %     |  |  |
|                | UDF            | François Bayrou         | 13 101  | 7,03 %     |         |            |  |  |
|                | LO             | Arlette Laguiller       | 8 938   | 4,8 %      |         |            |  |  |
|                | PC             | Robert Hue              | 8 351   | 4,48 %     |         |            |  |  |
|                | LCR            | Olivier Besancenot      | 8 064   | 4,33 %     |         |            |  |  |
|                | Les Verts      | Noël Mamère             | 7 768   | 4,17 %     |         |            |  |  |
|                | MC             | Jean-Pierre Chevènement | 7 223   | 3,88 %     |         |            |  |  |
|                | DL             | Alain Madelin           | 4 714   | 2,53 %     |         |            |  |  |
|                | PRG            | Christiane Taubira      | 2 601   | 1,4 %      |         |            |  |  |
|                | Cap21          | Corinne Lepage          | 2 416   | 1,3 %      |         |            |  |  |
|                | MNR            | Bruno Mégret            | 2 166   | 1,16 %     |         |            |  |  |
|                | FRS            | Christine Boutin        | 1 682   | 0,9 %      |         |            |  |  |
|                | PT             | Daniel Gluckstein       | 666     | 0,36 %     |         |            |  |  |
|                |                |                         |         |            |         |            |  |  |
|                |                |                         | Nombre  | % inscrits | Nombre  | % inscrits |  |  |
| Inscrits       | Inscrits       | Inscrits                | 258 924 |            | 258 814 |            |  |  |
| Abstentions    | Abstentions    | Abstentions             | 65 026  | 25,11 %    | 43 237  | 16,71 %    |  |  |
| Votants        | Votants        | Votants                 | 193 898 | 74,89 %    | 215 577 | 83,29 %    |  |  |
|                |                |                         |         |            |         |            |  |  |
|                |                |                         |         | % votants  |         | % votants  |  |  |
| Blancs ou nuls | Blancs ou nuls | Blancs ou nuls          | 7 562   | 3,9 %      | 14 663  | 6,8 %      |  |  |
| Exprimés       | Exprimés       | Exprimés                | 186 336 | 96,1 %     | 200 914 | 93,2 %     |  |  |

### 1995
Après une nouvelle cohabitation et alors que la droite est particulièrement divisée entre Chirac et le Premier ministre Balladur, Jospin réussit à arriver en tête au premier tour de l'élection présidentielle de 1995, malgré la très lourde défaite de la gauche aux législatives de 1993. Au second tour, il est battu par Chirac.
Dans les Landes, Lionel Jospin arrive en tête du premier tour avec 31,96 % des exprimés, suivi de Jacques Chirac (21,18 %), Édouard Balladur (17,51 %), Robert Hue (9,53 %) et Jean-Marie Le Pen (8,9 %). Au second tour, les électeurs ont voté à 52,71 % pour Lionel Jospin contre 47,29 % pour Jacques Chirac avec un taux de participation de 84,93 % des inscrits.
|                | PS             | Lionel Jospin        | 62 598  | 31,96 %    | 103 989 | 52,71 %    |  |  |
|                | RPR            | Jacques Chirac       | 41 472  | 21,18 %    | 93 303  | 47,29 %    |  |  |
|                | RPR            | Édouard Balladur     | 34 299  | 17,51 %    |         |            |  |  |
|                | PC             | Robert Hue           | 18 660  | 9,53 %     |         |            |  |  |
|                | FN             | Jean-Marie Le Pen    | 17 425  | 8,9 %      |         |            |  |  |
|                | LO             | Arlette Laguiller    | 8 294   | 4,24 %     |         |            |  |  |
|                | MPF            | Philippe de Villiers | 8 228   | 4,2 %      |         |            |  |  |
|                | Les Verts      | Dominique Voynet     | 4 340   | 2,22 %     |         |            |  |  |
|                | S&P            | Jacques Cheminade    | 520     | 0,27 %     |         |            |  |  |
|                |                |                      |         |            |         |            |  |  |
|                |                |                      | Nombre  | % inscrits | Nombre  | % inscrits |  |  |
| Inscrits       | Inscrits       | Inscrits             | 244 917 |            | 244 719 |            |  |  |
| Abstentions    | Abstentions    | Abstentions          | 42 499  | 17,35 %    | 36 876  | 15,07 %    |  |  |
| Votants        | Votants        | Votants              | 202 418 | 82,65 %    | 207 843 | 84,93 %    |  |  |
|                |                |                      |         |            |         |            |  |  |
|                |                |                      |         | % votants  |         | % votants  |  |  |
| Blancs ou nuls | Blancs ou nuls | Blancs ou nuls       | 6 582   | 3,25 %     | 10 551  | 5,08 %     |  |  |
| Exprimés       | Exprimés       | Exprimés             | 195 836 | 96,75 %    | 197 292 | 94,92 %    |  |  |

### 1988
Après deux ans de cohabitation, Mitterrand affronte le Premier ministre Chirac lors de l'élection présidentielle de 1988. Le Pen obtient au premier tour un score jusque-là sans précédent pour un parti d'extrême droite. Au second tour, Mitterrand est facilement réélu.
Dans les Landes, François Mitterrand arrive en tête du premier tour avec 42,07 % des exprimés, suivi de Jacques Chirac (21 %), Raymond Barre (14,97 %), Jean-Marie Le Pen (8,96 %) et André Lajoinie (6,94 %). Au second tour, les électeurs ont voté à 57,65 % pour François Mitterrand contre 42,35 % pour Jacques Chirac avec un taux de participation de 88,02 % des inscrits.
|                | PS                    | François Mitterrand | 82 290  | 42,07 %    | 115 012 | 57,65 %    |  |  |
|                | RPR                   | Jacques Chirac      | 41 076  | 21 %       | 84 484  | 42,35 %    |  |  |
|                | SE                    | Raymond Barre       | 29 273  | 14,97 %    |         |            |  |  |
|                | FN                    | Jean-Marie Le Pen   | 17 529  | 8,96 %     |         |            |  |  |
|                | PC                    | André Lajoinie      | 13 583  | 6,94 %     |         |            |  |  |
|                | Les Verts             | Antoine Waechter    | 4 549   | 2,33 %     |         |            |  |  |
|                | Communiste rénovateur | Pierre Juquin       | 3 845   | 1,97 %     |         |            |  |  |
|                | LO                    | Arlette Laguiller   | 2 881   | 1,47 %     |         |            |  |  |
|                | MPT                   | Pierre Boussel      | 578     | 0,3 %      |         |            |  |  |
|                |                       |                     |         |            |         |            |  |  |
|                |                       |                     | Nombre  | % inscrits | Nombre  | % inscrits |  |  |
| Inscrits       | Inscrits              | Inscrits            | 233 725 |            | 233 660 |            |  |  |
| Abstentions    | Abstentions           | Abstentions         | 34 177  | 14,62 %    | 28 001  | 11,98 %    |  |  |
| Votants        | Votants               | Votants             | 199 548 | 85,38 %    | 205 659 | 88,02 %    |  |  |
|                |                       |                     |         |            |         |            |  |  |
|                |                       |                     |         | % votants  |         | % votants  |  |  |
| Blancs ou nuls | Blancs ou nuls        | Blancs ou nuls      | 3 944   | 1,98 %     | 6 163   | 3 %        |  |  |
| Exprimés       | Exprimés              | Exprimés            | 195 604 | 98,02 %    | 199 496 | 97 %       |  |  |

### 1981
Lors de l'élection présidentielle de 1981, Giscard d'Estaing arrive en tête au premier tour et affronte, comme la fois précédente, Mitterrand. Pour la première fois, un président sortant est battu : Mitterrand devient le premier président de gauche de la Ve République.
Dans les Landes, François Mitterrand arrive en tête du premier tour avec 34,02 % des exprimés, suivi de Valéry Giscard d'Estaing (25,66 %), Jacques Chirac (16,78 %), Georges Marchais (14,24 %) et Brice Lalonde (2,59 %). Au second tour, les électeurs ont voté à 53,29 % pour François Mitterrand contre 43,84 % pour Valéry Giscard d'Estaing avec un taux de participation de 89,07 % des inscrits.
|                | PS             | François Mitterrand      | 62 326  | 34,02 %    | 107 026 | 56,16 %    |  |  |
|                | UDF            | Valéry Giscard d'Estaing | 47 013  | 25,66 %    | 83 539  | 43,84 %    |  |  |
|                | RPR            | Jacques Chirac           | 30 748  | 16,78 %    |         |            |  |  |
|                | PC             | Georges Marchais         | 26 095  | 14,24 %    |         |            |  |  |
|                | MEP            | Brice Lalonde            | 4 744   | 2,59 %     |         |            |  |  |
|                | LO             | Arlette Laguiller        | 3 487   | 1,9 %      |         |            |  |  |
|                | MRG            | Michel Crépeau           | 3 095   | 1,69 %     |         |            |  |  |
|                | Divers droite  | Michel Debré             | 2 625   | 1,43 %     |         |            |  |  |
|                | Divers droite  | Marie-France Garaud      | 1 946   | 1,06 %     |         |            |  |  |
|                | PSU            | Huguette Bouchardeau     | 1 118   | 0,61 %     |         |            |  |  |
|                |                |                          |         |            |         |            |  |  |
|                |                |                          | Nombre  | % inscrits | Nombre  | % inscrits |  |  |
| Inscrits       | Inscrits       | Inscrits                 | 219 366 |            | 219 293 |            |  |  |
| Abstentions    | Abstentions    | Abstentions              | 33 266  | 15,16 %    | 23 959  | 10,93 %    |  |  |
| Votants        | Votants        | Votants                  | 186 100 | 84,84 %    | 195 334 | 89,07 %    |  |  |
|                |                |                          |         |            |         |            |  |  |
|                |                |                          |         | % votants  |         | % votants  |  |  |
| Blancs ou nuls | Blancs ou nuls | Blancs ou nuls           | 2 903   | 1,56 %     | 4 769   | 2,44 %     |  |  |
| Exprimés       | Exprimés       | Exprimés                 | 183 197 | 98,44 %    | 190 565 | 97,56 %    |  |  |

### 1974
L'élection présidentielle de 1974 est une élection anticipée à la suite de la mort de Pompidou. Mitterrand, candidat unique de la gauche, est largement en tête au premier tour devant Giscard d'Estaing, qui distance lui-même Chaban-Delmas. Au terme d'une campagne animée, marquée par un débat télévisé tendu, Giscard d'Estaing l'emporte avec une très courte avance.
Dans les Landes, François Mitterrand arrive en tête du premier tour avec 44,66 % des exprimés, suivi de Jacques Chaban-Delmas (29,82 %), Valéry Giscard d'Estaing (18,72 %), Jean Royer (2,16 %) et Arlette Laguiller (2,16 %). Au second tour, les électeurs ont voté à 53,29 % pour François Mitterrand contre 46,71 % pour Valéry Giscard d'Estaing avec un taux de participation de 89,51 % des inscrits.
|                | PS             | François Mitterrand      | 72 406  | 44,66 %    | 88 694  | 53,29 %    |  |  |
|                | UDR            | Jacques Chaban-Delmas    | 48 349  | 29,82 %    |         |            |  |  |
|                | RI             | Valéry Giscard d'Estaing | 30 348  | 18,72 %    | 77 747  | 46,71 %    |  |  |
|                | SE             | Jean Royer               | 3 505   | 2,16 %     |         |            |  |  |
|                | LO             | Arlette Laguiller        | 3 499   | 2,16 %     |         |            |  |  |
|                | FN             | Jean-Marie Le Pen        | 1 172   | 0,72 %     |         |            |  |  |
|                | SE, écologiste | René Dumont              | 1 088   | 0,67 %     |         |            |  |  |
|                | MDSF           | Émile Muller             | 612     | 0,38 %     |         |            |  |  |
|                | FCR            | Alain Krivine            | 519     | 0,32 %     |         |            |  |  |
|                | MFE            | Jean-Claude Sebag        | 291     | 0,18 %     |         |            |  |  |
|                | NAR            | Bertrand Renouvin        | 240     | 0,15 %     |         |            |  |  |
|                |                |                          |         |            |         |            |  |  |
|                |                |                          | Nombre  | % inscrits | Nombre  | % inscrits |  |  |
| Inscrits       | Inscrits       | Inscrits                 | 188 721 |            | 188 660 |            |  |  |
| Abstentions    | Abstentions    | Abstentions              | 25 163  | 13,33 %    | 19 792  | 10,49 %    |  |  |
| Votants        | Votants        | Votants                  | 163 558 | 86,67 %    | 168 868 | 89,51 %    |  |  |
|                |                |                          |         |            |         |            |  |  |
|                |                |                          |         | % votants  |         | % votants  |  |  |
| Blancs ou nuls | Blancs ou nuls | Blancs ou nuls           | 1 433   | 0,88 %     | 2 427   | 1,44 %     |  |  |
| Exprimés       | Exprimés       | Exprimés                 | 162 125 | 99,12 %    | 166 441 | 98,56 %    |  |  |

### 1969
L'élection présidentielle de 1969 est une élection anticipée à la suite de la démission de De Gaulle. La gauche se lance désunie dans la course et, bien que Duclos (PCF) manque de le devancer, c'est le président par intérim Poher qui accède au second tour face à l'ex-Premier ministre Pompidou. Alors que Duclos refuse d'appeler à voter au second tour pour « bonnet blanc ou blanc bonnet », Pompidou est finalement largement élu.
Dans les Landes, Georges Pompidou arrive en tête du premier tour avec 45,95 % des exprimés, suivi de Alain Poher (24,04 %), Jacques Duclos (18,83 %), Gaston Defferre (6,45 %) et Michel Rocard (2,74 %). Au second tour, les électeurs ont voté à 57,63 % pour Georges Pompidou contre 42,37 % pour Alain Poher avec un taux de participation de 77,57 % des inscrits.
|                | UDR            | Georges Pompidou | 66 508  | 45,95 %    | 74 700  | 57,63 %    |  |  |
|                | CD             | Alain Poher      | 34 789  | 24,04 %    | 54 911  | 42,37 %    |  |  |
|                | PC             | Jacques Duclos   | 27 249  | 18,83 %    |         |            |  |  |
|                | SFIO           | Gaston Defferre  | 9 335   | 6,45 %     |         |            |  |  |
|                | PSU            | Michel Rocard    | 3 968   | 2,74 %     |         |            |  |  |
|                | SE             | Louis Ducatel    | 1 497   | 1,03 %     |         |            |  |  |
|                | LC             | Alain Krivine    | 1 396   | 0,96 %     |         |            |  |  |
|                |                |                  |         |            |         |            |  |  |
|                |                |                  | Nombre  | % inscrits | Nombre  | % inscrits |  |  |
| Inscrits       | Inscrits       | Inscrits         | 180 699 |            | 180 614 |            |  |  |
| Abstentions    | Abstentions    | Abstentions      | 33 907  | 18,76 %    | 40 519  | 22,43 %    |  |  |
| Votants        | Votants        | Votants          | 146 792 | 81,24 %    | 140 095 | 77,57 %    |  |  |
|                |                |                  |         |            |         |            |  |  |
|                |                |                  |         | % votants  |         | % votants  |  |  |
| Blancs ou nuls | Blancs ou nuls | Blancs ou nuls   | 2 050   | 1,4 %      | 10 484  | 7,48 %     |  |  |
| Exprimés       | Exprimés       | Exprimés         | 144 742 | 98,6 %     | 129 611 | 92,52 %    |  |  |

### 1965
L'élection présidentielle de 1965 est la première élection au suffrage universel direct à la suite du référendum d'octobre 1962. De Gaulle est mis en ballottage, à la surprise générale, par Mitterrand, candidat unique de la gauche. La campagne du second tour est axée sur l'Europe et les relations internationales ainsi que sur l'armement nucléaire. De Gaulle est finalement réélu avec une large avance.
Dans les Landes, Charles de Gaulle arrive en tête du premier tour avec 45,05 % des exprimés, suivi de François Mitterrand (34,35 %), Jean Lecanuet (13,08 %), Jean-Louis Tixier-Vignancour (5,4 %) et Pierre Marcilhacy (1,46 %). Au second tour, les électeurs ont voté à 53,36 % pour Charles de Gaulle contre 46,64 % pour François Mitterrand avec un taux de participation de 85,39 % des inscrits.
|                | UNR            | Charles de Gaulle            | 67 832  | 45,05 %    | 78 727  | 53,36 %    |  |  |
|                | CIR            | François Mitterrand          | 51 731  | 34,35 %    | 68 826  | 46,64 %    |  |  |
|                | MRP            | Jean Lecanuet                | 19 697  | 13,08 %    |         |            |  |  |
|                | SE             | Jean-Louis Tixier-Vignancour | 8 138   | 5,4 %      |         |            |  |  |
|                | PLE            | Pierre Marcilhacy            | 2 198   | 1,46 %     |         |            |  |  |
|                | SE             | Marcel Barbu                 | 991     | 0,66 %     |         |            |  |  |
|                |                |                              |         |            |         |            |  |  |
|                |                |                              | Nombre  | % inscrits | Nombre  | % inscrits |  |  |
| Inscrits       | Inscrits       | Inscrits                     | 176 443 |            | 176 442 |            |  |  |
| Abstentions    | Abstentions    | Abstentions                  | 24 372  | 13,81 %    | 25 773  | 14,61 %    |  |  |
| Votants        | Votants        | Votants                      | 152 071 | 86,19 %    | 150 669 | 85,39 %    |  |  |
|                |                |                              |         |            |         |            |  |  |
|                |                |                              |         | % votants  |         | % votants  |  |  |
| Blancs ou nuls | Blancs ou nuls | Blancs ou nuls               | 1 484   | 0,98 %     | 3 116   | 2,07 %     |  |  |
| Exprimés       | Exprimés       | Exprimés                     | 150 587 | 99,02 %    | 147 553 | 97,93 %    |  |  |